# Radlín

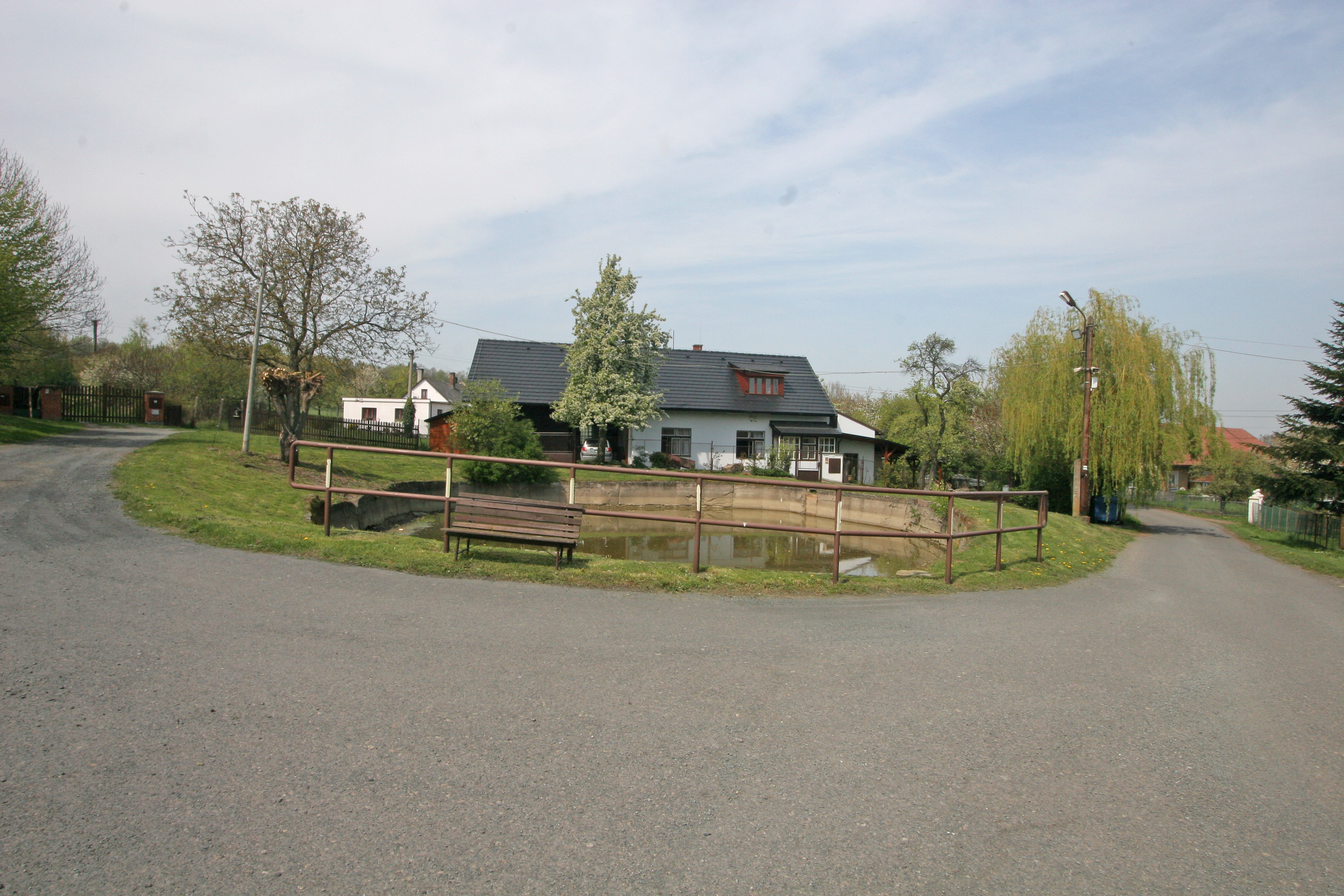
Dorfplatz

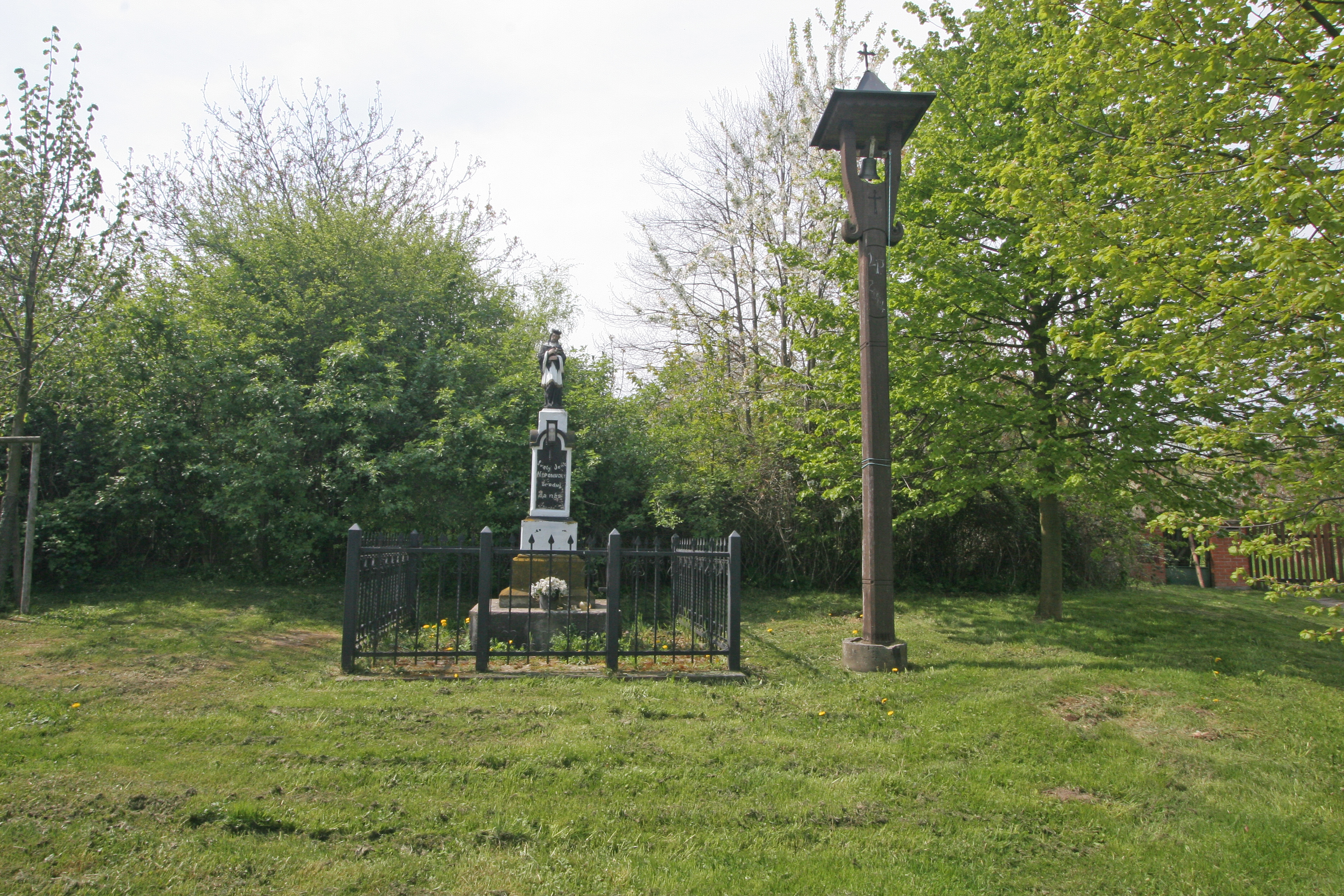
Statue des hl. Johannes von Nepomuk und Glockenbaum

Radlín (deutsch Radlin) ist ein Ortsteil der Stadt Heřmanův Městec in Tschechien. Er liegt drei Kilometer südöstlich des Stadtzentrums von Heřmanův Městec und gehört zum Okres Chrudim.

## Geographie
Radlín befindet sich linksseitig über dem Tal der Bylanka im Eisengebirge (Železné hory). Westlich des Dorfes verläuft die Staatsstraße II/341 zwischen Heřmanův Městec und Seč. Im Nordwesten erhebt sich der Palác (382 m n.m.), südöstlich die Holičská jedlina (388 m n.m.).
Nachbarorte sind Chotěnická Dubina und Chotěnice im Norden, Morašice und Březina im Nordosten, Dubina und Skupice im Osten, Bačalský Mlýn und Dlubín im Südosten, Úherčice und Na Obci im Süden, Zdechovice und Na Kvartýře im Südwesten, Na Průhoně und Kostelec u Heřmanova Městce im Westen sowie V Paláci und Heřmanův Městec im Nordwesten.

## Geschichte
Die erste urkundliche Erwähnung von Radlín erfolgte im Jahre 1544. Seit 1661 gehört das Dorf zur Herrschaft Heřmanův Městec.
Im Jahre 1833 bestand das im Chrudimer Kreis gelegene Dorf Radlin aus 13 Häusern, in denen 88 Personen lebten. Pfarrort war Heřmanmiestetz. Bis zur Mitte des 19. Jahrhunderts blieb Radlin der Allodialherrschaft Heřmanmiestetz untertänig.
Nach der Aufhebung der Patrimonialherrschaften bildete Radlín ab 1849 einen Ortsteil der Gemeinde Chotěnice im Gerichtsbezirk Chrudim. Ab 1868 gehörte das Dorf zum politischen Bezirk Chrudim. Im Jahre 1900 lebten in Radlín 98 Personen, 1910 waren es 89. 1961 war die Einwohnerzahl auf 62 gesunken. 1964 erfolgte die Eingemeindung nach Heřmanův Městec. Bis heute hat sich die dörfliche Struktur von Radlín als Rundling gut erhalten.

## Ortsgliederung
Der Ortsteil Radlín ist Teil des Katastralbezirkes Chotěnice.

## Sehenswürdigkeiten
- Statue des hl. Johannes von Nepomuk auf dem Dorfplatz
- Glockenbaum auf dem Dorfplatz